# Wimbledon-mesterskabet i damedouble 2016
Wimbledon-mesterskabet i damedouble 2016 var den 94. turnering om Wimbledon-mesterskabet i damedouble. Turneringen var en del af Wimbledon-mesterskaberne 2016 og hovedturneringen med deltagelse af 64 par blev spillet i perioden 29. juni - 9. juli 2016 i All England Lawn Tennis and Croquet Club i London, Storbritannien, mens kvalifikationen blev afviklet ugen forinden i Roehampton.
Mesterskabet blev vundet af Serena og Venus Williams, som i finalen besejrede Tímea Babos og Jaroslava Sjvedova med 6−3, 6−4, og dermed vandt Williams-søstrene deres sjette Wimbledon-mesterskab i damedouble og 14. grand slam-titel i damedouble i alt – men den første siden Wimbledon 2012. Samtidig forbedrede de deres statistik i grand slam-finaler til 14 sejre og 0 nederlag. I den åbne æra er Williams-søstrene det næstmest vindende par – kun Martina Navratilova og Pam Shriver overgår søstrene med deres 20 grand slam-titler.
Både Tímea Babos og Jaroslava Sjvedova havde hver for sig én gang tidligere været i Wimbledon-finalen i damedouble. Babos' første finale var i 2014, hvor hun sammen med Kristina Mladenovic tabte til Sara Errani og Roberta Vinci, mens Sjvedova i 2010 vandt titlen sammen med Vania King ved at besejre Jelena Vesnina og Jekaterina Makarova i finalen.
Martina Hingis og Sania Mirza var forsvarende mestre men tabte i kvartfinalen til de senere finalister, Babos og Sjvedova.

## Pengepræmier og ranglistepoint
Den samlede præmiesum til spillerne i damedouble androg £ 1.587.000 (ekskl. per diem), hvilket var en stigning på godt 3 % i forhold til året før.
| Resultat               | Pengepræmier | Pengepræmier | Ændring ift. 2015 | WTA-point |
| Resultat               | Pr. par      | Total        | Ændring ift. 2015 | WTA-point |
| ---------------------- | ------------ | ------------ | ----------------- | --------- |
| Vindere (1)            | £ 350.000    | £ 350.000    | +2,9 %            | 2.000     |
| Finalister (1)         | £ 175.000    | £ 175.000    | +2,9 %            | 1.300     |
| Semifinalister (2)     | £ 88.000     | £ 176.000    | +3,5 %            | 780       |
| Kvartfinalister (4)    | £ 44.000     | £ 176.000    | +2,3 %            | 430       |
| Tabere i 3. runde (8)  | £ 23.250     | £ 186.000    | +3,3 %            | 240       |
| Tabere i 2. runde (16) | £ 14.250     | £ 228.000    | +3,6 %            | 130       |
| Tabere i 1. runde (32) | £ 9.250      | £ 296.000    | +2,8 %            | 10        |
| Samlet præmiesum       | -            | £ 1.587.000  | +3,1 %            | -         |

## Hovedturnering

### Deltagere
Hovedturneringen havde deltagelse af 64 par, der var fordelt på:
- 56 direkte kvalificerede par i form af deres ranglisteplacering.
- 4 par, der havde modtaget et wildcard.
- 4 par, der var gået videre fra kvalifikationsturneringen.

#### Seedede spillere
De 16 bedst placerede af deltagerne på WTA's verdensrangliste i double pr. 20. juni 2016 blev seedet:
| Seedning | Rang. | Spiller                                        | Resultat     |
| -------- | ----- | ---------------------------------------------- | ------------ |
| 1        | 2     | Martina Hingis Sania Mirza                     | Kvartfinale  |
| 2        | 7     | Caroline Garcia Kristina Mladenovic            | Kvartfinale  |
| 3        | 10    | Chan Hao-Ching Chan Yung-Jan                   | Anden runde  |
| 4        | 19    | Jekaterina Makarova Jelena Vesnina             | Kvartfinale  |
| 5        | 21    | Tímea Babos Jaroslava Sjvedova                 | Finale       |
| 6        | 21    | Andrea Hlaváčková Lucie Hradecká               | Tredje runde |
| 7        | 23    | Bethanie Mattek-Sands Lucie Šafářová           | Første runde |
| 8        | 34    | Julia Görges Karolína Plíšková                 | Semifinale   |
| 9        | 34    | Xu Yifan Zheng Saisai                          | Første runde |
| 10       | 44    | Raquel Atawo Abigail Spears                    | Semifinale   |
| 11       | 60    | Andreja Klepač Katarina Srebotnik              | Første runde |
| 12       | 55    | Margarita Gasparjan Monica Niculescu           | Første runde |
| 13       | 57    | Vania King Alla Kudrjavtseva                   | Anden runde  |
| 14       | 60    | Anabel Medina Garrigues Arantxa Parra Santonja | Tredje runde |
| 15       | 70    | Sara Errani Oksana Kalasjnikova                | Første runde |
| 16       | 70    | Kiki Bertens Johanna Larsson                   | Anden runde  |

#### Wildcards
Fire par modtog et wildcard til hovedturneringen.
| Spillere                       | Resultat     |
| ------------------------------ | ------------ |
| Ashleigh Barty Laura Robson    | Første runde |
| Daniela Hantuchová Donna Vekić | Første runde |
| Tara Moore Conny Perrin        | Første runde |
| Jocelyn Rae Anna Smith         | Første runde |

### Resultater

#### Kvartfinaler, semifinaler og finale
| Martina Hingis |
| Sania Mirza    |

| Tímea Babos        |
| Jaroslava Sjvedova |

| Tímea Babos        |
| Jaroslava Sjvedova |

| Anna-Lena Grönefeld |
| Květa Peschke       |

| Raquel Atawo   |
| Abigail Spears |

| Raquel Atawo   |
| Abigail Spears |

| Tímea Babos        |
| Jaroslava Sjvedova |

| Serena Williams |
| Venus Williams  |

| Serena Williams |
| Venus Williams  |

| Jekaterina Makarova |
| Jelena Vesnina      |

| Serena Williams |
| Venus Williams  |

| Julia Görges      |
| Karolína Plíšková |

| Julia Görges      |
| Karolína Plíšková |

| Caroline Garcia     |
| Kristina Mladenovic |

#### Første, anden og tredje runde
| Martina Hingis |
| Sania Mirza    |

| Anna-Lena Friedsam |
| Laura Siegemund    |

| Martina Hingis |
| Sania Mirza    |

| Mona Barthel     |
| Chuang Chia-Jung |

| Eri Hozumi |
| Miyu Kato  |

| Eri Hozumi |
| Miyu Kato  |

| Martina Hingis |
| Sania Mirza    |

| Ljudmyla Kitjenok |
| Varvara Leptjenko |

| Christina McHale |
| Jeļena Ostapenko |

| Christina McHale |
| Jeļena Ostapenko |

| Christina McHale |
| Jeļena Ostapenko |

| Nao Hibino      |
| Alicja Rosolska |

| Vania King        |
| Alla Kudrjavtseva |

| Vania King        |
| Alla Kudrjavtseva |

| Xu Yifan     |
| Zheng Saisai |

| Darija Jurak        |
| Anastasia Rodionova |

| Darija Jurak        |
| Anastasia Rodionova |

| Kirsten Flipkens |
| Andrea Petkovic  |

| Johanna Konta |
| Maria Sanchez |

| Johanna Konta |
| Maria Sanchez |

| Johanna Konta |
| Maria Sanchez |

| Shuko Aoyama    |
| Makoto Ninomiya |

| Tímea Babos        |
| Jaroslava Sjvedova |

| Nadiia Kitjenok |
| Lesja Tsurenko  |

| Shuko Aoyama    |
| Makoto Ninomiya |

| Madison Keys    |
| Sloane Stephens |

| Tímea Babos        |
| Jaroslava Sjvedova |

| Tímea Babos        |
| Jaroslava Sjvedova |

| Chan Hao-Ching |
| Chan Yung-Jan  |

| Ashleigh Barty |
| Laura Robson   |

| Chan Hao-Ching |
| Chan Yung-Jan  |

| Lara Arruabarrena |
| Danka Kovinić     |

| Jelena Janković   |
| Aleksandra Krunić |

| Jelena Janković   |
| Aleksandra Krunić |

| Jelena Janković   |
| Aleksandra Krunić |

| Anna-Lena Grönefeld |
| Květa Peschke       |

| Anna-Lena Grönefeld |
| Květa Peschke       |

| Svetlana Kuznetsova |
| Roberta Vinci       |

| Anna-Lena Grönefeld |
| Květa Peschke       |

| Irina-Camelia Begu |
| Raluca Olaru       |

| Kiki Bertens    |
| Johanna Larsson |

| Kiki Bertens    |
| Johanna Larsson |

| Raquel Atawo   |
| Abigail Spears |

| Chan Chin-Wei |
| Han Xinyun    |

| Raquel Atawo   |
| Abigail Spears |

| Madison Brengle |
| Tatjana Maria   |

| Madison Brengle |
| Tatjana Maria   |

| Daniela Hantuchová |
| Donna Vekić        |

| Raquel Atawo   |
| Abigail Spears |

| Polona Hercog        |
| Mirjana Lučić-Baroni |

| Daria Gavrilova |
| Darja Kasatkina |

| Misaki Doi      |
| Elina Svitolina |

| Misaki Doi      |
| Elina Svitolina |

| Daria Gavrilova |
| Darja Kasatkina |

| Daria Gavrilova |
| Darja Kasatkina |

| B. Mattek-Sands |
| Lucie Šafářová  |

| Andrea Hlaváčková |
| Lucie Hradecká    |

| Liang Chen |
| Wang Yafan |

| Andrea Hlaváčková |
| Lucie Hradecká    |

| Kateryna Bondarenko |
| Olga Savtjuk        |

| Alizé Cornet |
| Xenia Knoll  |

| Alizé Cornet |
| Xenia Knoll  |

| Andrea Hlaváčková |
| Lucie Hradecká    |

| Irina Falconi |
| Nicole Gibbs  |

| Serena Williams |
| Venus Williams  |

| Elise Mertens     |
| An-Sophie Mestach |

| Elise Mertens     |
| An-Sophie Mestach |

| Serena Williams |
| Venus Williams  |

| Serena Williams |
| Venus Williams  |

| Andreja Klepač     |
| Katarina Srebotnik |

| Sara Errani         |
| Oksana Kalasjnikova |

| Michaëlla Krajicek |
| Barbora Strýcová   |

| Michaëlla Krajicek |
| Barbora Strýcová   |

| Tara Moore   |
| Conny Perrin |

| M. Duque Mariño |
| Monica Puig     |

| M. Duque Mariño |
| Monica Puig     |

| Michaëlla Krajicek |
| Barbora Strýcová   |

| Louisa Chirico |
| Alison Riske   |

| Jekaterina Makarova |
| Jelena Vesnina      |

| Annika Beck      |
| Yanina Wickmayer |

| Annika Beck      |
| Yanina Wickmayer |

| Jocelyn Rae |
| Anna Smith  |

| Jekaterina Makarova |
| Jelena Vesnina      |

| Jekaterina Makarova |
| Jelena Vesnina      |

| Julia Görges      |
| Karolína Plíšková |

| Denisa Allertová |
| A.K. Schmiedlová |

| Julia Görges      |
| Karolína Plíšková |

| María Irigoyen |
| Paula Kania    |

| Julija Putintseva |
| M. Rybáriková     |

| Julija Putintseva |
| M. Rybáriková     |

| Julia Görges      |
| Karolína Plíšková |

| Naomi Broady   |
| Heather Watson |

| Naomi Broady   |
| Heather Watson |

| Çağla Büyükakçay     |
| Klaudia Jans-Ignacik |

| Naomi Broady   |
| Heather Watson |

| Aleksandra Panova |
| Shelby Rogers     |

| Aleksandra Panova |
| Shelby Rogers     |

| Margarita Gasparjan |
| Monica Niculescu    |

| A. Medina Garrigues |
| A. Parra Santonja   |

| Barbora Krejčíková |
| Kateřina Siniaková |

| A. Medina Garrigues |
| A. Parra Santonja   |

| Gabriela Dabrowski  |
| M. Martínez Sánchez |

| Gabriela Dabrowski  |
| M. Martínez Sánchez |

| Eugenie Bouchard |
| Sabine Lisicki   |

| A. Medina Garrigues |
| A. Parra Santonja   |

| Hsieh Su-Wei    |
| Nicole Melichar |

| Caroline Garcia     |
| Kristina Mladenovic |

| Peng Shuai  |
| Zhang Shuai |

| Peng Shuai  |
| Zhang Shuai |

| Demi Schuurs    |
| Renata Voráčová |

| Caroline Garcia     |
| Kristina Mladenovic |

| Caroline Garcia     |
| Kristina Mladenovic |

## Kvalifikation
I kvalifikationsturneringen spillede 16 par om fire ledige pladser i hovedturneringen. Disse fire par gik videre til hovedturneringen:
1. Demi Schuurs /  Renata Voráčová
2. Elise Mertens /  An-Sophie Mestach
3. Chan Chin-Wei /  Han Xinyun
4. Shuko Aoyama /  Makoto Ninomiya

### Resultater
| Yang Zhaoxuan |
| Zhang Kailin  |

| Anastasija Sevastova |
| Stephanie Vogt       |

| Yang Zhaoxuan |
| Zhang Kailin  |

| V. Cepede Royg  |
| Teliana Pereira |

| Demi Schuurs    |
| Renata Voráčová |

| Demi Schuurs    |
| Renata Voráčová |

| Elise Mertens     |
| An-Sophie Mestach |

| Aljaksandra Sasnovitj |
| Anna Tatishvili       |

| Elise Mertens     |
| An-Sophie Mestach |

| Viktorija Golubic |
| Carina Witthöft   |

| Jessica Moore   |
| V. Wongteanchai |

| Jessica Moore   |
| V. Wongteanchai |

| Vera Dusjevina   |
| Marina Melnikova |

| Andreea Mitu       |
| Patricia Maria Țig |

| Andreea Mitu       |
| Patricia Maria Țig |

| Kateryna Kozlova |
| Mandy Minella    |

| Chan Chin-Wei |
| Han Xinyun    |

| Chan Chin-Wei |
| Han Xinyun    |

| Shuko Aoyama    |
| Makoto Ninomiya |

| Harriet Dart |
| Katy Dunne   |

| Shuko Aoyama    |
| Makoto Ninomiya |

| Tamira Paszek    |
| Jevgenija Rodina |

| Asia Muhammad   |
| Taylor Townsend |

| Asia Muhammad   |
| Taylor Townsend |